# Такаити, Санаэ
Санаэ Такаити (яп. 高市 早苗; род. 7 марта 1961, Яматокорияма, Нара, Япония) — японский политический и государственный деятель, министр внутренних дел и коммуникаций (2014—2017, 2019—2020).

## Биография
Родилась 7 марта 1961 года в Яматокорияма, префектура Нара, Япония.
После окончания Университета Кобэ она отправилась в США, где работала помощником члена Палаты представителей от Демократической партии Патриции Шрёдер.
После возвращения в Японию она начала активную политическую деятельность, а на парламентских выборах 1993 года впервые была избрана в Палату представителей в качестве независимого кандидата. В 1996 году она вступила в «Либерально-демократическую партию» при содействии Коити Като. Позднее она была назначена парламентским заместителем министра экономики, торговли и промышленности в кабинете Кэйдзо Обути.
На парламентских выборах 2003 года Такаити потеряла своё место в Палате представителей, однако, уже на следующих выборах в 2005 году смогла переизбраться. Кроме того, она занимала ряд должностей в первом кабинете Синдзо Абэ, включая посты государственного министра по делам научно-технической политики и общественных вопросов.
В сентябре 2014 года она впервые заняла должность министра внутренних дел и коммуникаций в кабинете Синдзо Абэ, пробыв на посту до августа 2017 года. В сентябре 2019 года она вновь возглавила ведомство. 10 августа 2022 года Фумио Кисида назначил Такаити государственным министром по вопросам экономической безопасности, а 1 октября 2023 года она покинула должность, сосредоточившись на партийной работе.
В сентябре 2024 года она участвовала в выборах председателя «Либерально-демократической партии», проиграв Сигэру Исибе по итогам второго тура голосования.